# Il signore delle mosche (film 1963)
Il signore delle mosche (Lord of the Flies) è un film del 1963 diretto da Peter Brook, presentato in concorso al 16º Festival di Cannes. È ispirato all'omonimo romanzo di William Golding, scritto nel 1952 e pubblicato nel 1954. Il film ha avuto un remake, sempre intitolato Il signore delle mosche, diretto nel 1990 da Harry Hook.

## Trama
Il film è ambientato in un futuro 1984, durante il quale è in corso una guerra nucleare. Durante una tempesta, un aereo che trasporta alcuni ragazzi inglesi, messi in salvo dalla città in guerra, precipita nei pressi di un'isola deserta. Due ragazzi, Ralph e "Il Bombolo" (Piggy nella versione originale) i quali sembrano gli unici sopravvissuti alla tragedia, trovano sull'isola una conchiglia che, utilizzata come "tromba" richiama altri ragazzi sopravvissuti al disastro e giunti sull'isola, tra cui Jack, Simon e i gemelli Sam e Eric.
I ragazzi si rendono conto del fatto che, trovandosi in un'isola deserta, sono fuori dal controllo dei genitori e altri adulti e che occorre organizzarsi per sopravvivere in quel luogo isolato dal mondo: per prima cosa eleggono Ralph come capo e si organizzano in due gruppi: il primo è capeggiato da Ralph, il secondo da Jack e costituito dai ragazzi del coro, che si occuperà di cacciare e procurarsi il cibo.
La maturità dei ragazzi viene messa a dura prova a causa di alcuni fatti che turbano i naufraghi: uno di loro, Simon, chiede agli altri come fare per sopravvivere alla "bestia che striscia", che inizialmente i ragazzi non considerano (a causa delle continue allucinazioni di Simon), ma che viene presa con serietà quando uno di loro, Percival Wemys Madison, afferma di aver visto la Bestia venir fuori dal mare; il gruppo si divide definitivamente quando, dopo il passaggio di un aereo che avrebbe potuto portarli in salvo, Ralph accusa Jack e i cacciatori di aver lasciato spegnere un fuoco precedentemente acceso in modo che qualcuno li potesse individuare.
La situazione crolla e Jack decide di offrire alla bestia una testa di maiale attaccata a un bastone piantato in terra e brulicante di insetti (appunto il "signore delle mosche") e organizzare un rituale la sera stessa. Simon decide di recarsi nelle rocce dove si rifugia la bestia e, dopo aver scoperto che si tratta di un cadavere di un paracadutista mosso dal vento, torna dai compagni, ma viene scambiato da Jack per il mostro stesso e ucciso.
Mentre Ralph e Bombolo, nel loro rifugio, riflettono sul crimine commesso dalla banda di Jack, quest'ultima li raggiunge di soppiatto e ruba a Bombolo gli occhiali, senza i quali egli non può vedere che ombre. La mattina dopo Ralph e Bombolo si recano nelle rocce dove si trovano Jack e i cacciatori (che come punizione per i traditori condannano Peter a entrare nella grotta del mostro) per convincerli a restituire gli occhiali e che è inutile combattere, ma Roger scaglia un enorme masso su Bombolo uccidendolo.
Jack, ormai in preda alla follia, dà fuoco alla foresta nella speranza di uccidere Ralph, l'ultimo rimasto del gruppo rivale, ma quando ormai per quest'ultimo sembra essere giunta la fine, una squadra di marinai britannici giunge sull'isola dopo aver visto l'incendio per salvare i naufraghi.

## Differenze fra il libro e il film
- Il ragazzo grasso con gli occhiali, in inglese era chiamato "Piggy" come nel libro, mentre nel film tradotto in italiano viene chiamato "Il Bombolo".
- Nel romanzo, non è un aereo a passare vicino all'isola (e ad allontanarsi senza averli notati), ma una nave.
- Nel romanzo, durante il primo tentativo di accendere il fuoco i ragazzi innescano involontariamente un incendio sull'isola a seguito del quale scompare "il bambino con la voglia di more sul volto", rimasto probabilmente ucciso dalle fiamme. Nel film tutto questo non si verifica.
- I tempi di svolgimento sono, nel romanzo, assai più dilatati, e l'azione si protrae per assai più giorni di quanto appaia nel film: anche il corpo dei ragazzi subisce questa permanenza, cosa che non si nota nel film (i protagonisti sono definiti nel libro come sporchissimi, pieni di ferite e cicatrici ed hanno capelli lunghissimi che formano chiome informi, tanto da coprir loro la faccia e da dargli difficoltà visive).
- Nel film la testa di maiale non "parla" a Simon, cosa che invece fa nel romanzo.

## Premi e riconoscimenti
- 1963 - Festival di Cannes
  - Nomination Palma d'oro
- 1963 - National Board of Review of Motion Pictures
  - Migliori dieci film dell'anno